# 有毒植物
有毒植物（ゆうどくしょくぶつ）とは、その全体あるいは一部に毒を持つ植物。毒草（どくそう）とも言うが、草本類だけでなく木本類も含めた言葉の厳密性から有毒植物という言葉が用いられる。植物に含まれる毒としてはアルカロイド類が多い。

## 概説
植物の毒成分の働きは様々である。人や動物が触れたり摂食したりすると、毒性の強いのものでは炎症や中毒症状、痙攣、嘔吐などの症状を起こし、死に至ることもあるが、弱いものでは苦味や酸味を感じるなどの軽度のものもある。有毒植物を加工し毒性を除去あるいは弱めることによって、食用・薬草として利用されることもあり、有毒植物であるから無価値というわけではない。有毒植物のなかにはイチョウ（ぎんなん）やウメ、ジャガイモ、ワラビのように、有毒ながら処理法によって食料とされる種もある。薬草（薬用植物）のように、古くからその有効性がみとめられ薬用として利用されてきたものも少なくない。ただし薬草であっても、経験や理論によって見いだされた用法・用量を守らずに使うと毒となるので注意が必要である。その他、ガーデニングで植えられる植物にも猛毒を持つ植物は多数存在する。ガーデニングの作業で有毒植物に触れる際は手袋をするか、素手の場合は作業後に必ず手を洗うべきである。
植物の多くは食料として見なした場合には、致命的なほどに強烈な毒性をもつ種はあまり多くはない。しかし食味として苦かったり渋かったり不快感を与えたり一時的に健康を損なったりと、動物にとって何らかの害になりうる程度には食料として適さない種類が非常に多い。植物は摂取者から逃避行動がとれないため、こうした「不味」は致命的な毒とはなり得なくとも、摂食を免れるための手段として化学防御が発達したものと考えられる。植物のなかでも食料としての価値がなく、特に毒性の強い物質を有する種が有毒植物と呼ばれる。
種類によっては殺虫や狩猟用の毒矢に利用される。特に化学防衛のような「動物に食べられないようにする変化」では昆虫などに対して選択毒性（特定範囲の動植物に影響の出る毒の性質）をもつものもあり、除虫菊（蚊取り線香）や海人草（虫下し）のように利用されるものもある。
動物の種によって有毒・無毒の区別は異なる。身近な例では、ヒトにとっては無毒で頻繁に食されるネギやタマネギは、適切な酵素を持たないインコなどの鳥類、及びイヌやネコにとっては有毒で、重篤な障害に陥る危険がある。逆にヒト以外の鳥獣がふつうに摂取しているからといって、それをヒトが摂ると有毒である場合もある。ものによっては間接的に摂取しても毒になる場合がある（ミルク病など）。カカオ、チョコレートもペットとしてよく飼われているインコ、オウムには有毒成分として働く。有名な可食有毒植物では、ヒトを含む霊長類は酵素を持ち食べる事が可能で、栄養価も高いとされて居るが、他の生物が誤食をすると、命を落とす危険のある植物がアボカドである。ペット愛好家や、畜産関連の人は人以外が誤食しないように、購入を控えたりする事も多い。キョウチクトウなどは、一寸舐めただけで命を落としたり、焚き火の煙を吸って死亡した例、知らずにバーベキューの串、箸を作って調理飲食を行っては死亡した例の有る危険な植物であるが、身近に植えて有り非常に危なく危険な植物である。
なおこういった毒性のある植物だが、ある種の生物にとっては生存戦略上で興味深い影響を与えることもある。マダラチョウは幼虫時代に有毒植物を摂食しその成分を体内に蓄積するため、虫を捕食する種類の動物にとって「不味」であるため成虫になっても捕食されない。この不味という性質は捕食者に学習され捕食が避けられるという観点から、特に他と区別されることで同種の動物がより捕食されにくくなる有利な性質として働くため、目立った姿（警戒色）を持つ傾向があり、更にはそれに擬態する種もある。

## 有毒植物の例
括弧内は主な毒性成分。
- アサ（テトラヒドロカンナビノール）
- アサガオ（ファルビチン、コンコルブチン）
- アジサイ
- アセビ（グラヤノトキシン）
- アヤメ（イリジェニンなど）
- イチイ（タキシン）
- イチョウ（ギンコトキシン）
- イラクサ（アセチルコリン、ヒスタミン）
- ウマノアシガタ（ラヌンクリン）
- ウマノスズクサ（アリストロキア酸）
- ウメ／バラ科植物（青酸配糖体）
- ウルシ（ウルシオール - ただし、アレルギー反応であって、ウルシオール自体に毒があるわけではない。他にハゼノキ、ヌルデ、マンゴーなど）
- オシロイバナ（トリゴネリン）
- カラバル豆（フィゾスチグミン）
- カロライナジャスミン（ゲルセミシン、ゲルセミン）
- キダチチョウセンアサガオ（アトロピン、スコポラミン）
- キツネノボタン（ラヌンクリン）
- キョウチクトウ（オレアンドリンなど）
- ギンピ・ギンピ（モロイジン）
- キンポウゲ科（プロトアネモニンなど） - 有毒植物が多い。
- ケシ科 - 有毒植物が多い（日本原産クサノオウ、オサバグサ、コマクサ、リシリヒナゲシ、ケナシチャンパギク、ミヤマキケマン、タケニグサ、ムラサキケマンなど）。
- コカ（コカイン）
- コダチチョウセンアサガオ（アトロピン、スコポラミン）
- サトイモ科のテンナンショウ属、ザゼンソウ属、ディフェンバキアなど（シュウ酸塩）
- ジギタリス（キツネノテブクロ）（ジギトキシン、ジゴキシンなど）
- シキミ（アニサチン）
- シマツナソ（ストロファンチジン） - 葉はモロヘイヤの名で食用とされるが種子に有毒成分を含む。
- ジャイアント・ホグウィード（フラノクマリン）
- ジャガイモ（ソラニン）
- スイセン（リコリンなど）
- スズラン（コンバラトキシンなど）
- スミレ科（ビオリン、サポニンなど） - 有毒植物が多い。
- ソテツ（サイカシン）
- チューリップ（ツリピン）
- チョウセンアサガオ（アトロピン、スコポラミン、ヒヨスチアミン）
- ツヅラフジ科、およびフジウツギ科の植物（クラーレ（d-ツボクラリン）
- テイカカズラ
- デルフィニウム（デルフィニン）
- トウゴマ（リシン）
- トウダイグサ属 - 有毒植物が多い。
- ドクウツギ（コリアミルチン、ツチンなど）
- ドクゼリ（シクトキシン）
- ドクニンジン（コニイン）
- トリカブト（アコニチンなど）
- タバコ（ニコチン、ソラニン）
- ノウゼンカズラ（ラパコール）
- バイケイソウ（ジエルビン、ベラトリンなど）
- ハエドクソウ（フリマロリン）
- ハシリドコロ（スコポラミン、ヒヨスチアミン、アトロピンなど）
- ヒガンバナ科（リコリンなど） - 有毒植物が多い。
- ヒヤシンス
- ヒレハリソウ（エチミジン） - 毒性が周知されるまではコンフリーの名で食用・薬用とされた。
- フクジュソウ（シマリン）
- ベラドンナ（アトロピン、ヒヨスチンなど）
- マチン科（ストリキニーネ） - 有毒植物が多い。
- マメ科のエニシダ、クララ、トウアズキ、ニセアカシア、フジなど
- マンチニール（ホルボール、ヒドロキシホルボール他）
- ミフクラギ（ケルベリンなど）
- ユリ科のイヌサフラン（コルヒチン）など - 有毒植物が多い。本科の野菜の多くは犬・猫、鳥類にとって猛毒である。
- ヨウシュヤマゴボウ、ヤマゴボウ（フィトラッカトキシン、フィトラッキゲニン）
- ヨウシュチョウセンアサガオ（アトロピン、スコポラミン、ヒヨスチアミン）
- レンゲツツジ（グラヤノトキシン）
- ワラビ（プタキロサイド） - 人間は山菜として利用するが、処理法を誤れば人間にとっても有毒。